# Juncus stuckeyi
Juncus stuckeyi là một loài thực vật có hoa trong họ Juncaceae. Loài này được Reinking mô tả khoa học đầu tiên năm 1981.